# 270toWin
270toWin er en amerikansk hjemmeside, hvor brugeren har adgang til politiske meningsmålinger og forudsigelser op til en række forskellige valg i USA. Siden forsøger at forudse vinderen af de føderale valg, herunder det amerikanske præsidentvalg, valg til Repræsentanternes Hus og senatsvalg, samt visse valg på delstatsniveau. Siden er især kendt for at lade brugere designe udfaldet af præsidentvalg ved at klikke på et interaktivt kort over USA og på den måde visualisere forventningerne til valgene i de enkelte delstater.
Udover meningsmålinger op til de næste valg, hoster 270toWin også historiske data om alle foregående præsidentvalg, tidligere forudsigelser, historisk vælgeradfærd på delstatsniveau og baggrundsoplysninger om amerikanske folkevalgte.
Sidens grundlægger og ejer, Allan Keiter, begyndte på projektet efter præsidentvalget i 2000. Her endte republikaneren George W. Bush med at vinde som følge af det amerikanske valgmandskollegie, selvom Demokraternes præsidentkandidat, Al Gore, fik flertallet af vælgernes stemmer. Keiter udviklede 270toWin for at kunne visualisere hvordan udfaldet af de enkelte delstaters præsidentvalg afgør det samlede valg. I 2015, da Donald Trump valgte at stille op til præsidentvalget i 2016, steg sidens besøgstal markant.